# Benedikt Probst
Benedikt Josef Probst OSB (* 24. Dezember 1898 in Braunau am Inn, OÖ; † 16. Februar 1973 in der Stadt Salzburg) war Mönch der Erzabtei St. Peter und Bibelwissenschaftler an der Universität Salzburg.

## Leben
Probst besuchte das Salzburger Gymnasium als Konviktist von St. Peter und trat 1917 nach der Matura in die Salzburger Erzabtei ein. Am 24. August 1921 wurde er zum Priester geweiht; er wirkte vorübergehend in den Pfarren Annaberg und Dornbach. Danach folgte ein Studienaufenthalt in Rom am Päpstlichen Bibelinstitut. Er wurde 1926 mit der Arbeit Das Rauchopfer im Alten Testament von der Katholisch-Theologischen Fakultät in Salzburg promoviert. 1930 wurde er ebendort habilitiert, studierte aber 1928–1930 auch an der Wiener Fakultät. Er wurde 1933 (unbesoldeter) Professor für Altes Testament in Salzburg, wurde aber 1941–1945 zwangsemeritiert und kehrte erst 1946 als ordentlicher Professor in den Lehrbetrieb zurück. Er stand der Fakultät insgesamt während vier Perioden (1948/1950, 1960/1961) als Dekan vor. Er dozierte auch orientalische Sprachen.
In seinem Kloster wirkte P. Benedikt als Kantor und war an der Universität auch als Studentenseelsorger tätig; er hielt für Hörer Exerzitien und Einkehrtage. Ebenso wirkte er während der 1930er Jahre als Oblatenseelsorger in St. Peter. Er war Mitglied des Diözesangerichtes.
Er war Ehrenmitglied der katholischen Studentenverbindungen KÖHV Rheno-Juvavia Salzburg und AV Austria Innsbruck im ÖCV.
Probst spendete Fürsterzbischof Sigismund Waitz die "Sterbesakramente" am Morgen des 30. Oktober 1941, während der Agonie des Salzburger Erzbischofs. Waitz hatte seit dem Anschluss Österreichs an das Dritte Reich sein Asyl in St. Peter genommen.

## Veröffentlichungen (in Auswahl)
- Das israelitische Pfingstfest. Mechitharisten-Buchdruckerei, Wien 1930.
- Allgemeine Einführung in das Alte Testament. Herder, Wien 1947.